# Філіпп Другет
Філіпп I Другет (угор. Drugetha Fülöp, фр. Philipp Druget, бл. 1288 — 1327) — державний і військовий діяч Угорського королівства.

## Життєпис
Походив з франкського знатного роду з Неаполітанського королівства. Син Джованні Другета, що перебував на службі Анжуйської династії. Народився близько 1288 року в Салерно. У 1301 році разом з Карлом Робертом, якого було обрано королем, прибув до Угорщини. Брав участь у боротьбі проти північноугорських магнатів на чолі з Омодейовцями та Матушов Чакою. Спільно з Петером Перені керував королівськими військами в битві при Розгоновцях, де було завдано нищівної поразки супротивникам Карла I Роберта. В нагороду Другет отримав значну частину володінь, конфіскованих у Омодейовців.
У 1315 році призначено ішпаном Списького комітату. У 1316 році вів перемовини проти повсталого Петера Перені, проте без успіху. Тому того ж року в битві при Бачкові переміг Перені. В нагороду Філіпп Другет отримав значні володіння заколотника. Згодом брав участь у придушенні повсталих на чолі з Копасом Боршем. У 1317 році відзначився в битві під Дебреценом, де останніх було переможено. Того ж року стає ішпаном ще одного комітату — Абауй. В наступні роки отримав 6 замків, зокрема Земплін та Ясеново, та ще 21 село Земплінського комітату.
1319 року призначено суддею над куманами. Того ж року відзначився в поході проти сербського короля Стефана Уроша II. У 1320 році отримав комітати Гемера і Торна. У 1322 році стає королівським скарбником. Водночас брав участь у поході до Хорватії, де зміцнив королівську владу, змусивши магнатів передати йому бана Младена II Шубича.
У 1323 році призначено палатином Угорщини. У 1324 році отримав титул барона. Того ж року був одним з очільників походу до Волощини. Помер у 1327 році. Більшу частину його майна успадкував брат Жан Другет.

## Родина
- Клара, дружина Акоша Мікошфі.